# Avenida Gaspar Campos
La Avenida Gaspar Campos es una de las principales calles de los partidos de San Miguel y José C. Paz, en el Gran Buenos Aires, Argentina.

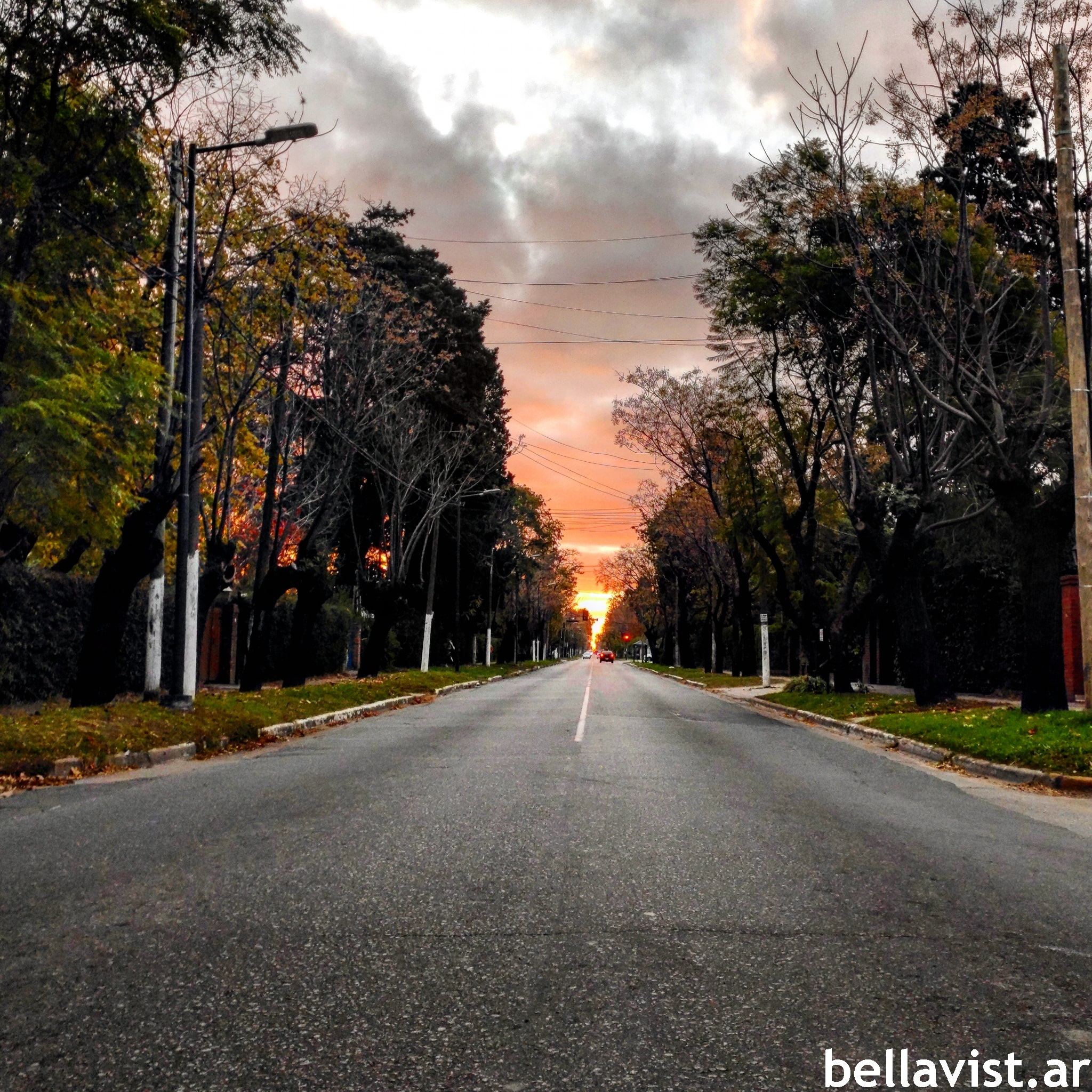

## Recorrido
La Avenida cruza las localidades de Bella Vista, Muñiz, Santa María, San Miguel y José C. Paz.
Comienza su recorrido desde la enumeración 1 en la localidad de Bella Vista, en el límite con el Partido de Hurlingham desde el río de la Reconquista (a pocos metros de la Autopista Camino Parque del Buen Ayre) y termina su recorrido en la localidad de José C. Paz en el cruce con la Avenida Presidente Hipólito Yrigoyen (Ruta 24).